# 黃南圖
黃南圖（1946年—2001年8月21日），生於台灣台中市，祖籍彰化縣鹿港鎮，企業家黃烈火五子，曾任味全食品總經理、味全食品董事長、康和建設董事長、味全國際董事長。

## 生平
黃南圖為黃烈火第五子，為二房長子，其弟黃南光。淡江大學化學系畢業後，黃南圖留學美國，取得南加州大學企業管理碩士。
1980年，黃南圖回到台灣，擔任味全副總經理。
1986年，黃烈火退休，長子黃克銘接任味全董事長，黃南圖接任味全總經理。
因兄弟不和，引發味全經營權之爭。1995年，黃南圖結合外部市場派，與陳賢保(阿丁)、沈慶京等人合作逼退黃克銘，成為味全董事長，但也因而使股權分散。市場派違反協議，推舉馬德玲進入味全董事會，逐步控制味全。1997年，陳賢保等市場派人士對味全的持股已達20%。黃南圖以家族力量希望重新掌握味全多數股權，但最終仍失敗。1998年，頂新國際集團取得味全經營權，黃南圖交出味全董事長職位。
在退出味全食品之後，黃南圖以手中資金成立味全國際，希望重振家業，積極投資中國市場。1997年，黃南圖主掌味全食品時，就進入中國市場，在北京、武漢、上海等地投資；黃南圖並與博達實業董事長劉祖高合資，在成都投資康和超商與芙蓉坊麵包店。2001年，兩億與博達實業發生投資糾紛，博達實業暗中虧空公款；黃南圖只能撤出四川，損失估計約人民幣兩億元。事後，黃南圖因癌症回到美國休養，在美國病逝。

## 家庭
妻子林麗華。其子黃怡然，為武漢味全總經理。